# Командный чемпионат Латвии по шахматам
Командный чемпионат Латвии по шахматам — национальный чемпионат, который регулярно проводится с 1960 года.

## Командные турниры Латвии доВторой мировой войны
В конце 1920-х и в начале 1930-х годов в Латвии стал возникать интерес к командным шахматным турнирам. В 1926 году прошел первый неофициальный командный чемпионат Риги, а в 1931 году состоялся первый турнир команд мастеров Латвии, в котором участвовало шесть шахматных клубов. Турнир проходил на шести досках, и первым победителем стала команда спортивного клуба Латвийского университета «Universitātes sports». Однако дальнейшее продолжение эти соревнования не получили.
В середине 1930-х годов в командных турнирах шахматисты Латвии были поделены на тех, кто состоял на государственной службе (в том числе и работающие в госпредприятиях) и тех, кто работал в частном секторе.

### Командный турнир по шахматам государственных и муниципальных работников (1934—1939)
Для госслужащих с 1934 года по 1939 год были проведены шесть командных турниров под названием «Командный турнир по шахматам государственных и муниципальных работников». Организатором первых четырёх, а также постоянным участником всех турниров был один из сильнейших шахматистов Латвии того времени Владимир Петров. В турнире участвовало от тринадцати (в 1934 году) до семи (в 1939 году) команд, которые играли на десяти досках. На первых досках в этом турнире играли многие из тогдашних участников финалов чемпионатов Латвии по шахматам — Луцийс Эндзелинс, Зигфрид Солманис, Аугуст Страутманис, Вольдемар Межгайлис и другие.
| Год  | Победитель                          |
| ---- | ----------------------------------- |
| 1934 | Гарнизон города Риги                |
| 1935 | Общество Латвийской железной дороги |
| 1936 | VEF                                 |
| 1937 | Общество работников города Риги     |
| 1938 | Общество Латвийской железной дороги |
| 1939 | Спортивный клуб армии               |

### Командный турнир по шахматам Латвийской Трудовой камеры (1936—1939)
Для работников частного сектора с 1936 года по 1939 год были проведены четыре командных турниров под покровительством Латвийской Трудовой камеры. В первом участвовало 19 команд, которые играли на пяти досках. Во втором участвовало 16 команд, но играли на десяти досках. В третьем играли 25 команд на десяти досках, а в последнем, четвёртом, приняли участие 22 команды, которые играли на восьми досках. Состав участников турнира Латвийской Трудовой камеры был послабее командного турнира государственных и муниципальных работников. Из впоследствии известных шахматистов в нём участвовал Александр Кобленц, который был в команде победителей второго и третьего турнира, а первой женщиной, которая победила на своей доске в мужской конкуренции, стала Элиза Фогеле.
| Год       | Победитель                   |
| --------- | ---------------------------- |
| 1936      | Общество торговых работников |
| 1937      | Общество торговых работников |
| 1937/1938 | Общество торговых работников |
| 1939      | Союз немецких рабочих        |

## Командные чемпионаты Латвийской ССР по шахматам (1960—1989)
После Второй мировой войны в Латвии возобновились шахматные турниры, в том числе и командные, но первый командный чемпионат Латвийской ССР по шахматам был проведен лишь в 1960 году. На первый чемпионат заявились 25 команд, сначала соревнования проходили в трех полуфиналах, из которых по две лучшие команды выходили в финал. Каждый матч проходил на пяти досках, из которых одна была женская, и эта традиционная расстановка никогда позже не менялась. В соревновании участвовали команды крупных предприятий, в основном из Риги, а также команды районных центров Латвии. В составе первых победителей, команды Рижского вагоностроительного завода, играли будущий гроссмейстер Айварс Гипслис и будущая чемпионка Латвии Вия Рожлапа.
В дальнейшем система розыгрыша постоянно совершенствовалась, пока с 1971 года чемпионат не перешел на игру в двух лигах. Сначала 12 команд первой лиги по круговой системе разыгрывали свой турнир, из которого четыре победителя со всеми результатами в играх между собой попадали в высшую лигу, где их ждали 8 лучших команд по итогам прошлого первенства. В турнире этих 12 команд по круговой системе и определялся победитель. Таким образом команда из первой лиги в том же году могла стать призёром чемпионата. В командных чемпионатах принимали участие все лучшие шахматисты Латвии, за исключением Михаила Таля.
| Год  | Чемпион                                  |
| ---- | ---------------------------------------- |
| 1960 | RVR                                      |
| 1961 | VEF                                      |
| 1962 | Академия наук                            |
| 1963 | RRR                                      |
| 1964 | Дом офицеров (Рига)                      |
| 1965 | RPI                                      |
| 1966 | RPI                                      |
| 1967 | RER                                      |
| 1968 | Дом офицеров (Рига)                      |
| 1969 | СКА (Рига)                               |
| 1971 | VEF                                      |
| 1972 | СКА (Рига)                               |
| 1973 | СКА (Рига)                               |
| 1974 | СКА (Рига)                               |
| 1975 | «Baltika» (Рига)                         |
| 1976 | Молодёжная сборная Латвии                |
| 1977 | VEF                                      |
| 1978 | RPI                                      |
| 1979 | «Радиотехник»                            |
| 1980 | RPI                                      |
| 1981 | VEF                                      |
| 1982 | Даугавпилсский локомотиворемонтный завод |
| 1983 | Даугавпилсский локомотиворемонтный завод |
| 1984 | VEF                                      |
| 1985 | «Vārpa» (Лимбажи)                        |
| 1986 | VEF                                      |
| 1987 | VEF                                      |
| 1988 | VEF                                      |
| 1989 | Агрофирма «Адажи»                        |

## Командные чемпионаты Латвии по шахматам с 1990 года
После того, как 4 мая 1990 года была принята «Декларация о восстановлении государственной независимости Латвийской Республики» и Латвия встала на путь независимости, поменялся и командный чемпионат по шахматам. Лишь в 1990 году сменилось только название, но ещё сохранился предыдущий формат розыгрыша. Потом наступили времена перемен и поиска, чтобы найти наиболее оптимальную систему розыгрыша для новых социально-политических условий. В 1991—1993 годах сначала проходил отборочный турнир по швейцарской системе, а потом лучшие команды по системе с выбыванием разыгрывали призовые места. С 1994 по 1999 год все команды сначала участвовали в полуфинале по швейцарской системе, из которого шесть лучших попадали в финал, где по круговой системе определялись победители. С 2000 по 2007 год полуфинальный этап был упразднен, и команды определяли лучших в одном турнире по швейцарской системе. После того, как в 2008 году турнир не состоялся, появилась очередная реформа чемпионата. В 2009 году команды вернулись к одному круговому турниру, а с 2010 по 2016 год перешли на формат розыгрыша по лигам. В высшей и первой лиге каждый год играли не более десяти команд, а в следующем году худшие команды высшей лиги должны были меняться местами с лучшими командами первой лиги. В высшей лиге сохранился привычный формат пяти досок, из которых одна была женская, а в первой лиге был введен формат четырёх досок, из которых одна была женская. Во всех розыгрышах турнира по-прежнему участвовали все лучшие шахматисты Латвии, в том числе и те, кто перешел в ряды других шахматных федерации (Даниэль Фридман, Игорь Раусис). В последнее годы команды чаще стали привлекать в свои ряды легионеров, в основном из Литвы, Эстонии и Белоруссии. В 2017 году команды вновь определяли лучших в турнире по швейцарской системе в семь туров. Впервые в истории чемпионатов победила команда, в составе которой не было ни одного латвийского шахматиста — за шведский шахматный клуб «RTU/WASA» выступали гроссмейстеры Бассем Амин, Григор Григоров, Том Ведберг и Пиа Крамлинг. В 2018 году в чемпионате проходила только Высшая лига, в которой 12 команд соревновались в один круг. Чемпионат прошел в три этапа, и победителем в четвёртый раз стала команда «Termo-Eko»/RŠF. В 2019 году 10 команд в чемпионате соревновались в один круг. Чемпионат прошел в три этапа, а победителем в пятый раз стала команда «Termo-Eko»/RŠF. После этого из-за пандемии COVID-19 в Латвии в турнире возник трехлетний перерыв, во время которого начали проводиться командные чемпионаты Латвии по быстрым шахматам и блицу. Только в 2023 году было решено восстановить командное первенство по классическим шахматам. Этот чемпионат проходил в два этапа — в Риге и Елгаве, и его победителями впервые стали две команды: Рижского технического университета (РТУ) и шахматного клуба «The Royal Biograph» из Риги. В 2024 году командный чемпионат начали 10, а закончили 8 команд, и победила снова команда Рижского технического университета (РТУ).
| Год  | Чемпион                                  |
| ---- | ---------------------------------------- |
| 1990 | VEF                                      |
| 1991 | «Joint Force» (Рига)                     |
| 1992 | нет данных                               |
| 1993 | Шахматный клуб Даугавпилса               |
| 1994 | VEF                                      |
| 1995 | Команда Рижской шахматной школы «Atvase» |
| 1996 | Latvijas Universitāte                    |
| 1997 | Спортивный клуб «Baltika» (Лиепая)       |
| 1998 | Latvijas Universitāte                    |
| 1999 | «Melnais kaķis — Baltika» (Лиепая)       |
| 2000 | «Melnais kaķis — Baltika» (Лиепая)       |
| 2001 | AFEX — Институт транспорта и связи       |
| 2002 | Спортивный клуб TSI                      |
| 2003 | «Latgaliešu biedrība» (Даугавпилс)       |
| 2004 | «Latgaliešu biedrība» (Даугавпилс)       |
| 2005 | Latchess.lv                              |
| 2006 | «Latgaliešu biedrība» (Даугавпилс)       |
| 2007 | «Latgaliešu biedrība» (Даугавпилс)       |
| 2009 | EST Chess team                           |
| 2010 | RTU                                      |
| 2011 | RTU                                      |
| 2012 | RTU                                      |
| 2013 | «Termo-Eko»/RŠF                          |
| 2014 | «Termo-Eko»/RŠF                          |
| 2015 | RTU                                      |
| 2016 | «Termo-Eko»/RŠF                          |
| 2017 | «RTU/WASA»                               |
| 2018 | «Termo-Eko»/RŠF                          |
| 2019 | «Termo-Eko»/RŠF                          |
| 2023 | RTU и «The Royal Biograph»               |
| 2024 | RTU                                      |

## Командные чемпионаты Латвии по быстрым шахматам и блицу (2021—)
С 2021 года в конце каждого года также проводятся командные чемпионаты Латвии по шахматам по быстрым шахматам (рапид) и блицу. Каждый из турниров проводится в один день в зависимости от количества команд по круговой или швейцарской системе. В 2022 году также были проведены отдельные командные турниры среди женщин, в котором представительницы шахматного клуба Олайне стали победительницамы в быстрых шахматах, а представительницы Кулдиги первенствовали в блице.
| Год  | Победитель по быстрым шахматам | Победитель по блицу  |
| ---- | ------------------------------ | -------------------- |
| 2021 | RTU                            | Вентспилс            |
| 2022 | RTU                            | RTU                  |
| 2023 | RTU                            | «The Royal Biograph» |
| 2024 | RTU                            | RTU                  |